# Бабак Петро Іванович
Петро́ Іва́нович Баба́к (31 травня 1921, Мохначі — 8 червня 1973, Київ) — український радянський живописець; член Спілки радянських художників України з 1962 року. Батько художників Олександра Бабака та В'ячеслава Бабака.

## Біографія
Народився 31 травня 1921 року в селі Мохначах (нині Чернігівський район Чернігівської області, Україна). Брав участь у німецько-радянській війні. Нагороджений медаллю «За бойові заслуги».
З 1946 по 1952 рік навчався в Київському художньому інституті, був учнем Карпа Трохименка, Володимира Костецького, Георгія Меліхова.
Мешкав у Києві, в будинку на вулиці Дашавській, № 27, квартира № 21. Помер у Києві 8 червня 1973 року.

## Творчість
Працював у галузі станкового живопису. Серед робіт:
- «В колгоспному телятнику» (1954);
- «Весна» (1957);
- «Чабани» (1957);
- «До мирної праці» (1960—1961);
- «Партизанська розвідка» (1964);
- «У нове життя» (1967);
- «Ми наш, ми новий світ збудуємо…» (1967—1968);
- «Делегати 3-го з'їзду комсомолу» (1969—1970);
- «Син і мати» (1972—1973; полотно, олія).

Автор картин на шевченківські теми: «Творчі роздуми» (1961) та «Найкращі друзі» (1963, Сумський художній музей).
Брав участь у республіканських виставках з 1951 року.